# Freycinetia stricta
Freycinetia stricta är en enhjärtbladig växtart som beskrevs av Benjamin Clemens Masterman Stone. Freycinetia stricta ingår i släktet Freycinetia och familjen Pandanaceae. Inga underarter finns listade.